# Schrijn van Aäron

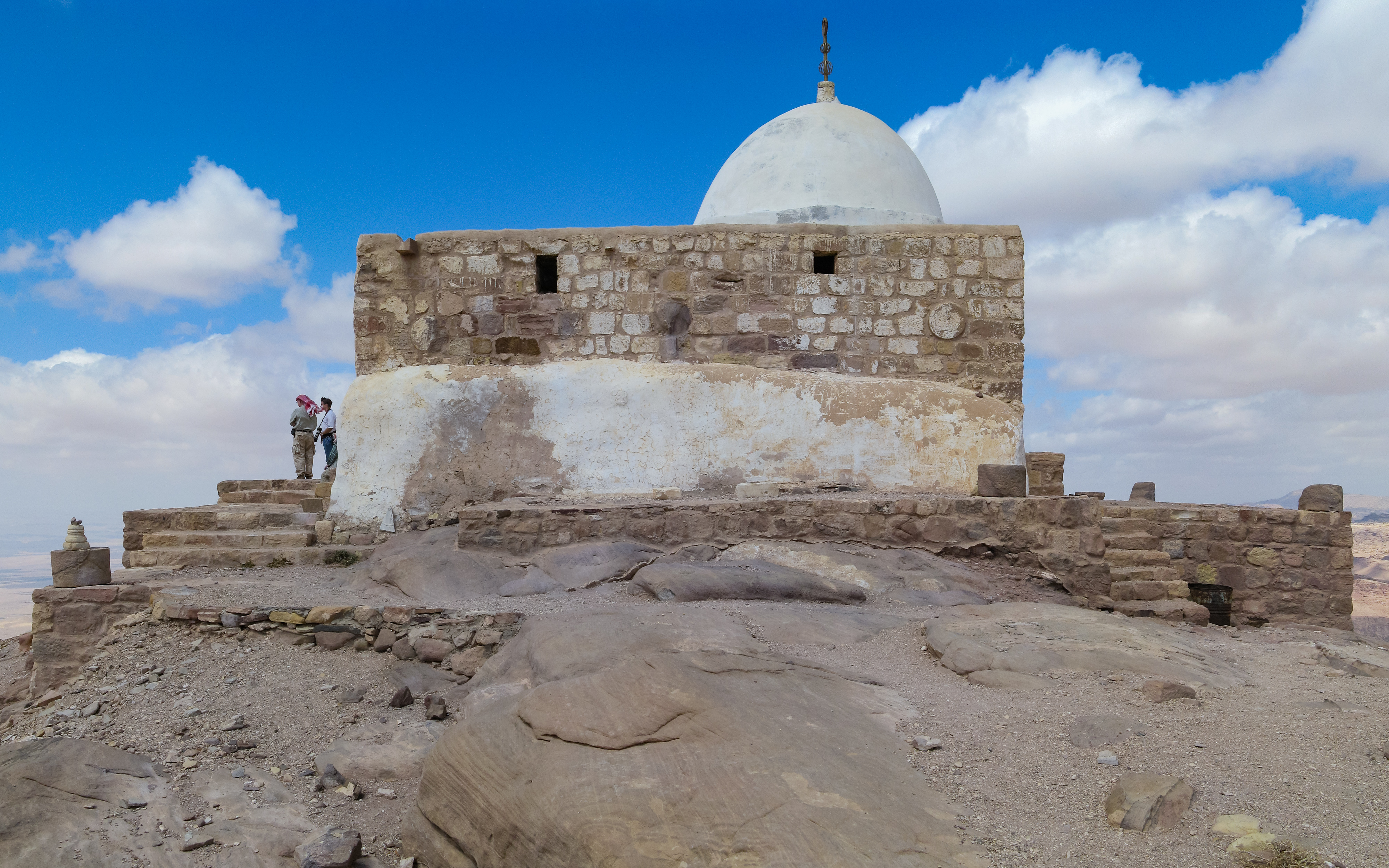
Aaron's tombe op Jabal Hārūn in Petra, Jordan

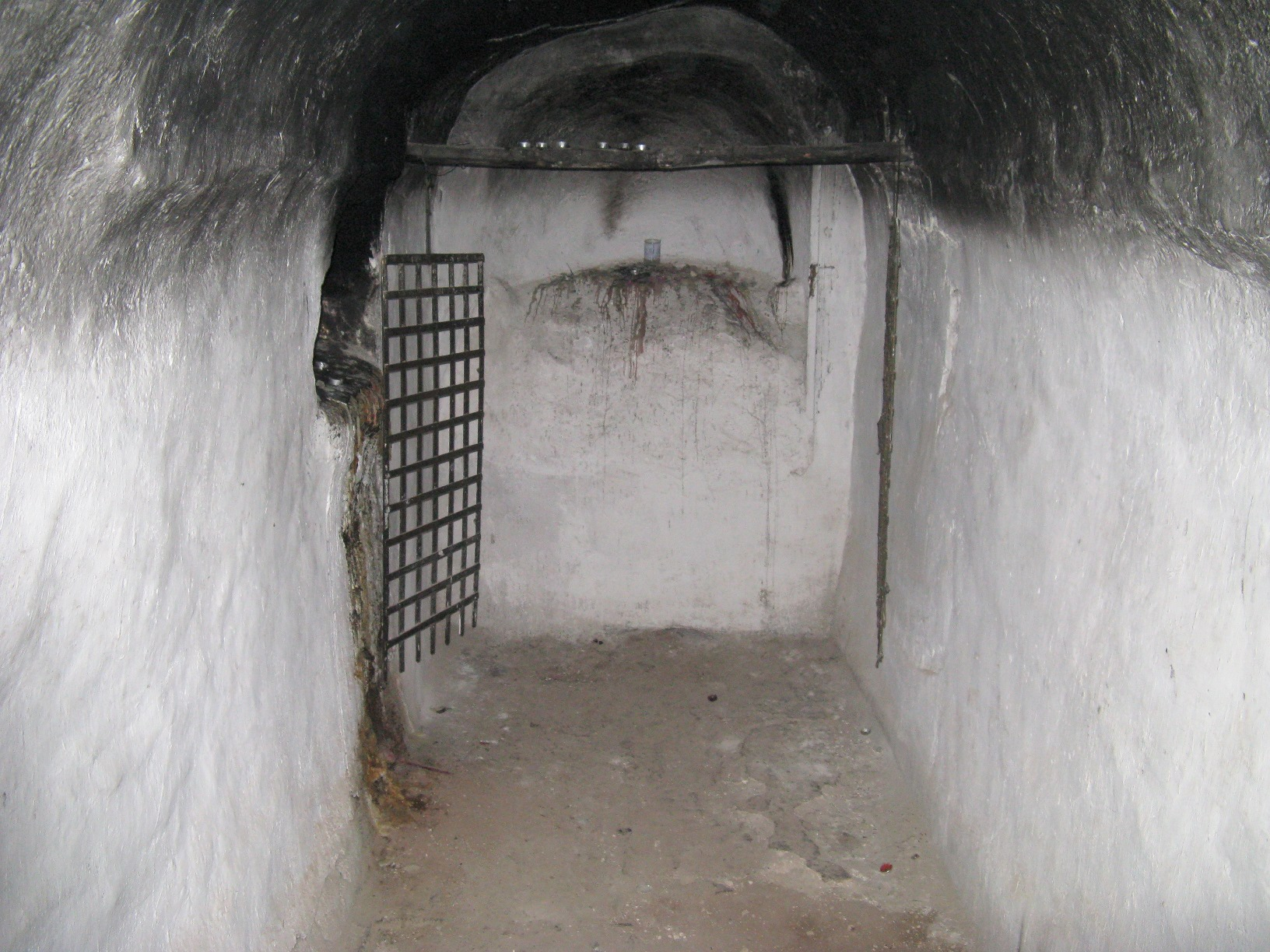
Aaron's tombe op Jabal Hārūn in Petra, Jordan

Het Schrijn van Aäron is de plaats waar, volgens de overlevering, Mozes' broer Aäron begraven zou liggen.
Afhankelijk van de interpretatie van de bronnen, zijn er twee mogelijke locaties, een op een berg in de buurt van de Sinaï, en een in Petra, Jordanië, waar een schrijn ter herinnering aan de dood van Aäron in de 13e eeuw werd opgericht door de toenmalige Sultan van de Mammelukken.